# کرک بکستر
کرک بکستر (انگلیسی: Kirk Baxter؛ زاده ۱۹۷۲) یک تدوین‌گر استرالیایی است.

## فیلم‌شناسی
- جایزه اسکار بهترین تدوین فیلم (۲۰۱۰ به همراه آنگوس وال)
- جایزه اسکار بهترین تدوین فیلم (۲۰۱۱ به همراه آنگوس وال)
- مورد عجیب بنجامین باتن (۲۰۰۸)
- شبکه اجتماعی (۲۰۱۰)
- دختری با خالکوبی اژدها (۲۰۱۱)
- دختر گم‌شده (۲۰۱۴)